# Biscione (Genua)

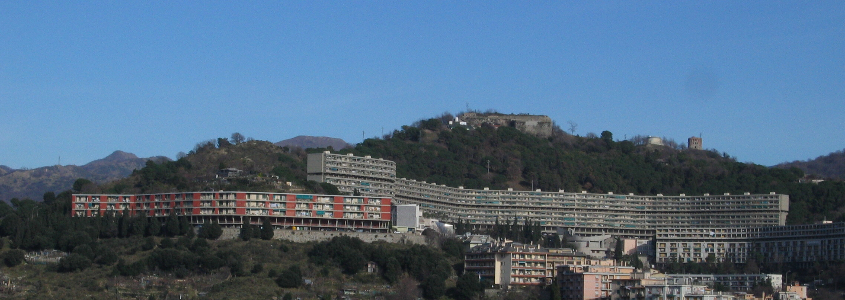
Blick auf das Wohnviertel Biscione

Biscione (zu deutsch: Große Natter) ist der Name eines langgezogenen Wohnungskomplexes und Stadtviertels der norditalienischen Hafenstadt Genua. Es wurde in den 1960er Jahren an den Berghängen über den Stadtteilen Marassi und Quezzi erbaut. Das Viertel besteht aus fünf Wohnblocks mit einer Länge von jeweils über 300 Metern. Innerhalb des Wohnungskomplexes steht eine Kirche aus den 1990er Jahren. Sie wurde in Form eines Schiffsbugs erbaut. Das Projekt wurde von den Architekten Luigi Carlo Daneri und Eugenio Fuselli koordiniert, die auch das Haus A entworfen haben.
Das Viertel, das auch den Namen Forte Quezzi trägt, gehört zusammen mit San Fruttuoso, Marassi und Quezzi zu dem Munizip III – Bassa Val Bisagno und hat allein genommen eine Einwohnerzahl von 9283.
Der Name Biscione, also Große Natter, bezieht sich auf die Längsausdehnung der Wohnblocks, die im Komplex einer langen, gewundenen Schlange ähneln. Die Straßen entlang der Wohnblöcke sind vier italienischen Gelehrten und Entdeckern gewidmet: Lamberto Loria, Leonardo Fea, Elio Modigliani und Carlo Emery.